# George A. Kennedy (Sinologe)
George Alexander Kennedy (* 17. Mai 1901 in Moganshan, Provinz Zhejiang, China; † 15. August 1960 auf See zwischen Yokohama und  San Francisco) war ein US-amerikanischer Sinologe.

## Leben
Kennedy wurde 1901 in Moganshan 莫干山, Provinz Zhejiang von dem Missionarsehepaar Alexander and Ada Kennedy geboren. Nach dem Tod seines Vaters und seines Bruders Fred verließ er 1918 China und setzte seine Ausbildung am Wooster College fort. Von 1922 bis 1925 studierte er Theologie, zuerst am Western Theological Seminary und später auch am Union Theological Seminary in the City of New York. In diese Zeit fällt auch seine Freundschaft mit Luther Carrington Goodrich. Nachdem Kennedy 1926 nach China zurückgekehrt und für einige Jahre als Englisch- und Chinesischlehrer in Shanghai tätig gewesen war, begann er 1932 sein Sinologiestudium in Berlin, wo er unter Otto Franke und Erich Haenisch seine Dissertation anfertigte. 
1937 wurde Kennedy mit einer Arbeit zur Rolle des Geständnisses im chinesischen Gesetz promoviert (Doktorvater war Haenisch). Kennedy arbeitete im ersten Jahr seiner Rückkehr nach Amerika als Assistent unter Arthur Hummel Sr. in der Asiatischen Abteilung der Library of Congress und schrieb 1934/1935 für Hummels biographisches Wörterbuch der Qing-Dynastie 72 Einträge. Ab 1935 war Kennedy in verschiedenen Funktionen an der Yale University tätig.

## Werke
- A Minimum Vocabulary in Modern Chinese. The Modern Language Journal, Band 21, Nr. 8, 1937, S. 587–592
- Review: A Course of Colloquial Chinese. By S.N. Usoff. Pacific Affairs, Band 11, Nr. 3, 1938, S. 410–414
- Die Rolle des Geständnisses im chinesischen Gesetz. Berlin 1939
- Metrical 'Irregularity' in The Shih ching. Harvard Journal of Asiatic Studies, Band 4, Nr. 3/4, 1939, S. 284–296
- A Study of the Particle Yen. Journal of the American Oriental Society, Band 60, Nr. 1, 1940, S. 1–22, Nr. 2, S. 193–207
- Review: An Album of Chinese Bamboos; a Study of a Set of Ink-Bamboo Drawings, A.D. 1785. Harvard Journal of Asiatic Studies, Band 5, Nr. 3/4, 1941, S. 392–400
- Dating of Chinese Dynasties and Reigns. Journal of the American Oriental Society, Band 61, Nr. 4, 1941, S. 285–286
- Interpretation of the Ch'un-Ch'iu. Journal of the American Oriental Society, 62, Nr. 1, 1942, S. 40–48
- Review: Chinese Reader for Beginners. By Shau Wing Chan. Journal of the American Oriental Society, Band 62, Nr. 2, 1942, S. 145–147
- Simple Chinese Stories. New Haven, 1943
- Dates in Giles Biographical Dictionary. Journal of the American Oriental Society, Band 70, Nr. 3, S. 188–189
- Equation No. 5: (Chinese Fusion-Words). Journal of the American Oriental Society, 67, Nr. 1, S. 56–59
- Review: The 3000 Commonest Chinese Terms. By Ronald Hall and Neville Whymant. Artibus Asiae, Band 13, Nr. 1/2, 1950, S. 111–112
- Voiced Gutturals in Tangsic. Language, 28, Nr. 4, 1952, S. 457–464
- Another Note on Yen. Harvard Journal of Asiatic Studies, 16, Nr. 1/2, 1953, S. 226–236
- Review: Biographies of Meng Hao-jan. Translated and Annotated by Hans Frankel. The Far Eastern Quarterly, Band 12, Nr. 3, 1953, S. 345–347
- Two Tone Patterns in Tangsic. Language, 29, Nr. 3, 1953, S. 367–373
- ZH Guide: An Introduction to Sinology. New Haven: Far Eastern Publications, 1953
- Review: Han Shih Wai Chuan (Han Ying's Illustrations of the Didactic Application of the Classic of Songs). Journal of the American Oriental Society, Band 74, Nr. 4, 1954, S. 279–280
- Minimum Vocabularies of Written Chinese. Yale University, 1954
- Review: Studies in Chinese Thought. Edited by Arthur F. Wright. The Far Eastern Quarterly, Band 14, Nr. 3, 1955, S. 406–408
- Review: Dai Kanwa jiten [The Great Chinese-Japanese Dictionary]. The Journal of Asian Studies, Band 16, Nr. 2, 1957, S. 306–307
- Fenollosa, Pound, and the Chinese Character. Yak Literary Magazine, 126, Nr. 5, 1958, S. 26–36
- A Note on Ode 220 in Studia Serica Bernhard Karlgren Dedicata, Copenhagen: Ejnar Munksgaard, 1959